# Bot Mbaï
Bot Mbaï est un village de la commune de Massock-Songloulou, située dans le département de la Sanaga-Maritime et la région du Littoral au Cameroun. Il est situé sur la route qui lie Songmbenguè à Kahn et Itayap.

## Population
En 1967, Bot Mbaï comptait 193 habitants, principalement Bassa.
Lors du recensement de 2005, 167 personnes y ont été dénombrées.